# Sri-lankische Cricket-Nationalmannschaft in Pakistan in der Saison 2004/05
Die Tour der sri-lankischen Cricket-Nationalmannschaft nach Pakistan in der Saison 2004/05 fand vom 20. Oktober bis zum 1. November 2004 statt. Die internationale Cricket-Tour war Bestandteil der Internationalen Cricket-Saison 2004/05 und umfasste zwei Tests. Die Serie endete 1–1 unentschieden.

## Vorgeschichte
Beide Mannschaften spielten zuvor, zusammen mit Simbabwe ein Drei-Nationen-Turnier in Pakistan.
Das letzte Aufeinandertreffen der beiden Mannschaften bei einer Tour fand in der Saison 2000 in Sri Lanka statt.

## Stadien
Die folgenden Stadien wurden für die Tour als Austragungsort vorgesehen.
| Stadion          | Stadt      | Kapazität | Spiele  |
| ---------------- | ---------- | --------- | ------- |
| Iqbal Stadium    | Faisalabad | 18.000    | 1. Test |
| National Stadium | Karachi    | 34.228    | 2. Test |

## Kaderlisten
Sri Lanka benannte seinen Kader am 14. Oktober 2004.
Pakistan benannte seinen Kader am 17. Oktober 2004.
| Test | Test |
| Pakistan | Sri Lanka |
| --- | --- |
| - Inzamam-ul-Haq (K) - Abdul Razzaq - Asim Kamal - Danish Kaneria - Imran Farhat - Kamran Akmal (wk) - Mohammad Sami - Mohammad Yousuf - Moin Khan (wk) - Naved-ul-Hasan - Riaz Akhtar - Shoaib Malik - Yasri Hameed - Younis Khan | - Marvan Atapattu (K) - Dilhara Fernando - Rangana Herath - Sanath Jayasuriya - Mahela Jayawardene - Romesh Kaluwitharana (wk) - Farveez Maharoof - Lasith Malinga - Jehan Mubarak - Thilan Samaraweera - Kumar Sangakkara (wk) - Chaminda Vaas |

## Tests

### Erster Test in Faisalabad
| 20. – 24. Oktober Scorecard | Faisalabad | Sri Lanka 243 (81.4) & 438 (109.2) | – | Pakistan 264 (84.1) & 216 (79.2) |
|                             |            | Sri Lanka gewinnt mit 201 Runs     |   |                                  |

### Zweiter Test in Karachi
| 28. Oktober – 1. November Scorecard | Karachi | Sri Lanka 208 (82.1) & 406 (141.5) | – | Pakistan 479 (137.1) & 139-4 (37) |
|                                     |         | Pakistan gewinnt mit 6 Wickets     |   |                                   |

Der Sri-lanker Kumar Sangakkara wurde auf Grund übertriebenen Ärgerns über sein Ausscheiden mit einer Geldstrafe belegt.

## Statistiken
Die folgenden Cricketstatistiken wurden bei dieser Tour erzielt.
| Tests              | Tests      | Tests   | Tests   | Tests   | Tests   | Tests   | Tests   | Tests   |
| Batting            | Batting    | Batting | Batting | Batting | Batting | Batting | Batting | Batting |
| Spieler            | Mannschaft | Spiele  | Innings | Runs    | Average | HS      | 100s    | 50s     |
| ------------------ | ---------- | ------- | ------- | ------- | ------- | ------- | ------- | ------- |
| Sanath Jayasuriya  | Sri Lanka  | 2       | 4       | 424     | 106,00  | 253     | 2       | 0       |
| Kumar Sangakkara   | Sri Lanka  | 2       | 4       | 212     | 53,00   | 138     | 1       | 1       |
| Shoaib Malik       | Pakistan   | 2       | 4       | 204     | 68,00   | 59      | 0       | 2       |
| Thilan Samaraweera | Sri Lanka  | 2       | 4       | 156     | 39,00   | 100     | 1       | 0       |
| Imran Farhat       | Pakistan   | 2       | 4       | 155     | 38,75   | 72      | 0       | 2       |
| Bowling            |            |         |         |         |         |         |         |         |
| Spieler            | Mannschaft | Spiele  | Overs   | Wickets | Average | BBI     | 5W      | 10W     |
| Danish Kaneria     | Pakistan   | 2       | 139.2   | 15      | 24,00   | 7/118   | 1       | 1       |
| Rangana Herath     | Sri Lanka  | 2       | 107.3   | 11      | 29,09   | 4/64    | 0       | 0       |
| Dilhara Fernando   | Sri Lanka  | 2       | 61.1    | 9       | 27,66   | 4/77    | 0       | 0       |
| Shoaib Akhtar      | Pakistan   | 1       | 44      | 8       | 21,87   | 5/60    | 1       | 0       |
| Chaminda Vaas      | Sri Lanka  | 2       | 89      | 7       | 38,14   | 3/106   | 0       | 0       |

## Player of the Series
Als Player of the Series wurden die folgenden Spieler ausgezeichnet.
| Serie | Player of the Series |
| ----- | -------------------- |
| Test  | Sanath Jayasuriya    |

### Player of the Match
Als Player of the Match wurden die folgenden Spieler ausgezeichnet.
| Spiel   | Player of the Match |
| ------- | ------------------- |
| 1. Test | Sanath Jayasuriya   |
| 2. Test | Danish Kaneria      |